# La Lumière du Nord
La Lumière du Nord est un recueil de nouvelles de Marcel Schneider publié le 3 mars 1982 aux éditions Grasset et ayant obtenu le prix du Livre Inter la même année.

## Éditions
- La Lumière du Nord, éditions Grasset, 1982  (ISBN 2-246-27871-6)